# Sistema octal
El sistema de numeració en base 8 s'anomena octal i utilitza els dígits de 0 a 7.
Els nombres octals poden construir-se a partir de nombres binaris agrupant cada tres dígits consecutius d'aquests últims (de dreta a esquerra) i obtenint el seu valor decimal.
Per exemple, el l'expressió binària per a 74 (en decimal) és 1001010 (en binari), l'agruparíem com a 1 001 010. De manera que el nombre decimal 74 en octal és 112.
En informàtica, a vegades s'utilitza la numeració octal en comptes de l'hexadecimal. Té l'avantatge que no requereix utilitzar altres símbols diferents dels dígits.
És possible que la numeració octal s'utilitzés en el passat en comptes del sistema decimal, per exemple, per a comptar els espais interdigitals o els dits diferents dels polzes. Això explicaria perquè en llatí nou (novem) de nombre és com nou (novus) de novetat. Podria tenir el significat de nombre nou.

## Fraccions
La numeració octal és tan bona com la binària i l'hexadecimal per a operar amb fraccions, atès que l'únic factor primer per a les seves bases és 2.
| Fracció | Octal | Resultat en octal    |
| ------- | ----- | -------------------- |
| 1/2     | 1/2   | 0,4                  |
| 1/3     | 1/3   | 0,25252525 periòdic  |
| 1/4     | 1/4   | 0,2                  |
| 1/5     | 1/5   | 0,14631463 periòdic  |
| 1/6     | 1/6   | 0,125252525 periòdic |
| 1/7     | 1/7   | 0,111111 periòdic    |
| 1/8     | 1/10  | 0,1                  |
| 1/9     | 1/11  | 0,07070707 periòdic  |
| 1/10    | 1/12  | 0,063146314 periòdic |

## Taula de conversió entre decimal, binari, hexadecimal i octal
| Decimal | Binari | Hexadecimal | Octal |
| ------- | ------ | ----------- | ----- |
| 0       | 0000   | 0           | 0     |
| 1       | 0001   | 1           | 1     |
| 2       | 0010   | 2           | 2     |
| 3       | 0011   | 3           | 3     |
| 4       | 0100   | 4           | 4     |
| 5       | 0101   | 5           | 5     |
| 6       | 0110   | 6           | 6     |
| 7       | 0111   | 7           | 7     |
| 8       | 1000   | 8           | 10    |
| 9       | 1001   | 9           | 11    |
| 10      | 1010   | A           | 12    |
| 11      | 1011   | B           | 13    |
| 12      | 1100   | C           | 14    |
| 13      | 1101   | D           | 15    |
| 14      | 1110   | E           | 16    |
| 15      | 1111   | F           | 17    |